# Leopold Kogler

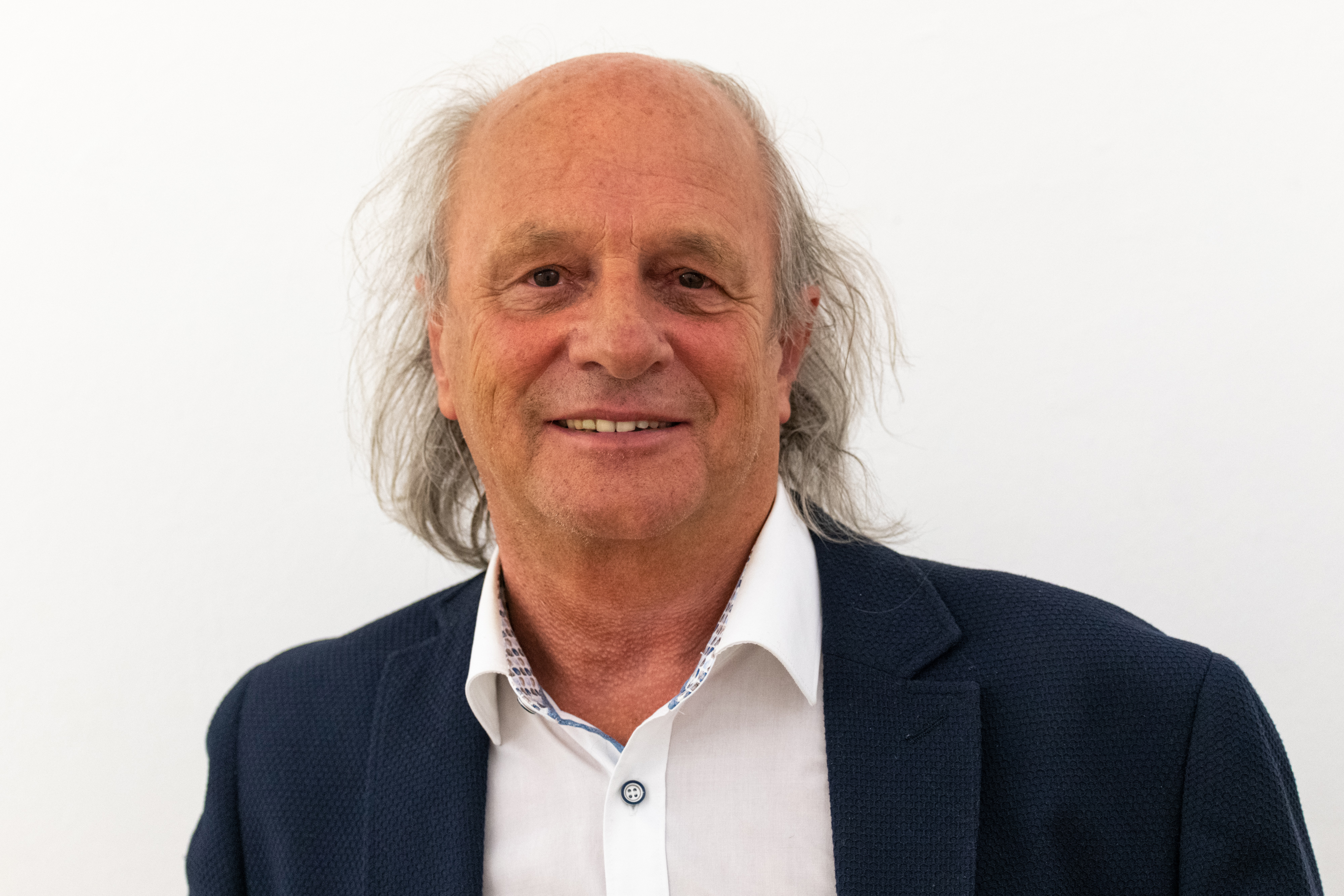
Leopold Kogler (2022)

Leopold Kogler (* 22. Mai 1952 in St. Peter in der Au) ist ein österreichischer Maler, Grafiker und Kunstpädagoge.
Er ist Präsident des Landesverbandes der niederösterreichischen Kunstvereine, leitet das Niederösterreichische Dokumentationszentrum für moderne Kunst in St. Pölten und die Niederösterreichische Malakademie und ist als Landesschulinspektor für Bildnerische Erziehung tätig.

## Leben und Wirken
Kogler studierte nach einer Tischlerlehre und Tätigkeit als Technischer Zeichner und Innenraumgestalter von 1973 bis 1977 an der Hochschule für angewandte Kunst Wien bei Oswald Oberhuber, Wander Bertoni und Bazon Brock zunächst Innenarchitektur, bevor er mit dem Studium der bildnerischen Erziehung und Werkerziehung abschloss. Es folgten ab 1975 Studien der Kunstgeschichte, Publizistik- und Kommunikationswissenschaft und Sozialgeschichte an der Universität Wien mit Promotion zum Doktor der Philosophie 1983. Ab 1992 studierte er Soziologie und arbeitete an einer kunstsoziologischen Diplomarbeit zum Thema Zeitgenössische Kunstrezeption und Probleme der Kunstvermittlung in Österreich und promovierte zum Doktor der Sozial- und Wirtschaftswissenschaften.
Seit 1976 tritt Kogler mit seinen Werken bei Einzel- und Gemeinschaftsausstellungen im In- und Ausland an die Öffentlichkeit und publiziert seine Werke in dazu aufgelegten Katalogen. Er lebt und arbeitet in St. Peter in der Au, ist Mitglied des Wiener Künstlerhauses und wurde mehrfach für seine Werke ausgezeichnet. Er ist Verfasser zahlreicher Katalogbeiträge und fungierte ab 1994 als Kulturberichterstatter bei den Niederösterreichischen Nachrichten und setzt seine pädagogischen Fähigkeiten in der Kinder- und Erwachsenenbildung als Vortragender ein.
Der Künstler ist seit 1980 Obmann des Kunstvereins Amstetten, ist seit 1984 künstlerischer Leiter der von ihm gegründete Blau-gelben Viertelsgalerie Weistrach und Lehrer an der Sommerakademie Weyer bzw. Steyr. Er gehört dem Künstlerhaus Wien und dem Oberösterreichischen Kunstverein als Mitglied an und ist dort in die Organisation von Ausstellungen eingebunden.
Seit 2010 steht er an der Spitze des Landesverbandes der niederösterreichischen Kunstvereine und leitet das Niederösterreichische Dokumentationszentrum für moderne Kunst in Sankt Pölten.
Sein beruflicher Wirkungskreis ist die Tätigkeit als Fachinspektor für Bildnerische Erziehung beim Landesschulrat für Niederösterreich und die Leitung der Malakademie Niederösterreich. Zuvor war er ab 2003 Direktor und Lehrer am Bundesgymnasium und Bundesrealgymnasium Wieselburg.
Kogler ist verheiratet mit Elisabeth und Vater von drei Kindern.

## Auszeichnungen
- Theodor-Körner-Preis
- Anerkennungspreis des Landes Niederösterreich (1983)
- Morgenpreis (1989)
- Grafikpreis Innsbruck (1994)
- Kulturpreis der Stadt Amstetten (1999)
- Großes Goldenes Ehrenzeichen für Verdienste um das Bundesland Niederösterreich (2012)[4]
- Österreichisches Ehrenkreuz für Wissenschaft und Kunst (2022)[5]
- Jakob-Prandtauer-Preis für Wissenschaft und Kunst (2023)[6]

## Einzelausstellungen (Auswahl)
- Galerie Mazolla, Bologna (1986, 1990, 1996, 1999, 2001, 2006, 2009)
- Galerie Penta, Los Angeles (1990, 1993, 1995, 1999, 2007, 2009)
- Niederösterreichisches Dokumentationszentrum für Moderne Kunst, St. Pölten (1988, 1989)
- Kunststation Kollmitzberg (1998, 2002)
- Galerie für Gegenwartskunst, Stuttgart (2003)
- Ursulinenhof, Oberösterreichischer Kunstverein, Linz (2004, 2006)
- Kubin-Haus Zwickledt (2004, 2007)
- Stadtgalerie Waidhofen (2013)[7]